# راشسیلوانیا (اوهایو)
راشسیلوانیا (به انگلیسی: Rushsylvania) یک روستا در ایالات متحده آمریکا است که در شهرستان لوگان، اوهایو واقع شده‌است. راشسیلوانیا ۲٫۰۲ کیلومتر مربع مساحت و ۵۱۶ نفر جمعیت دارد و ۳۷۷ متر بالاتر از سطح دریا واقع شده‌است.